# Гонье
Гонье́ (фр. Gogney) — коммуна во французском департаменте Мёрт и Мозель региона Лотарингия. Относится к  кантону Бламон.	

## География
Гонье расположен в 55 км к востоку от Нанси. Соседние коммуны: Фулькре на севере, Ибиньи и Ришваль на северо-востоке, Танконвиль на востоке, Фремонвиль на юго-востоке, Бламон на юге, Репе и Отрепьер на западе, Инье на северо-западе.

## Демография
Население коммуны на 2010 год составляло 47 человек.
| 1962 | 1968 | 1975 | 1982 | 1990 | 1999 | 2010 |
| ---- | ---- | ---- | ---- | ---- | ---- | ---- |
| 107  | 102  | 111  | 81   | 69   | 65   | 47   |

## Достопримечательности
- Церковь XVIII века.